# شعب العرم (المخادر)

تعديل مصدري - تعديل

شعب العرم محلة تابعة لقرية المسجد، التابعة لعزلة السحول بمديرية المخادر إحدى مديريات محافظة إب في الجمهورية اليمنية، بلغ تعداد سكانها 109 حسب تعداد اليمن لعام 2004.